# Hamuliakovo
Hamuliakovo é um município da Eslováquia, situado no distrito de Senec, na região de Bratislava. Tem 10,95 km² de área e sua população em 2019 foi estimada em 2335 habitantes.

## Demografia
| Ano:        | 1994 | 2004    | 2014    | 2024    |
| ----------- | ---- | ------- | ------- | ------- |
| Broj ljudi: | 778  | 1108    | 1674    | 3036    |
| Razlika:    |      | +42,41% | +51,08% | +81,36% |

| Ano:               | 2023 | 2024   |
| ------------------ | ---- | ------ |
| Número de pessoas: | 2927 | 3036   |
| Diferença:         |      | +3,72% |